# Korshavn
Korshavn er en naturhavn lige syd for Fyns Hoved beliggende på vestsiden af Hindsholm, den nordøstlige del af Fyn. Naturhavnen benyttes ofte af lystsejlere.
Flere fynske malere som Johannes Larsen og Fritz Syberg har fundet inspiration til deres billeder i den flotte natur, som findes her.
- Korshavn bådehavn
- Det 2 m høje Korshavn Fyr

## Eksterne links
- Velkommen til Fyns Hoved Camping
- Video, Ostsee Portal Arkiveret 9. januar 2018 hos  Wayback Machine

55°36′20.69″N 10°36′49.45″Ø / 55.6057472°N 10.6137361°Ø